# Pontiac (Michigan)
Pontiac je město v okrese Oakland County ve státě Michigan ve Spojených státech amerických. S celkovou rozlohou 52,52 km² byla hustota zalidnění 1133,2 obyvatel na km².

## Historie
První osadníci na území dnešního města dorazili v roce 1818, v roce 1837 se Pontiac stal vesnicí, která byla uznána státem ve stejném roce. V roce 1861 se Pontiac stal městem. Ve 20. století se značně rozrostl díky automobilovému průmyslu.

## Demografie
Podle sčítání lidu z roku 2010 zde žilo 59 515 obyvatel.

### Rasové složení
- 34,4 % Bílí Američané
- 52,1 % Afroameričané
- 0,6 % Američtí indiáni
- 2,3 % Asijští Američané
- 0,0 % Pacifičtí ostrované
- 6,2 % Jiná rasa
- 4,5 % Dvě nebo více ras

Obyvatelé hispánského nebo latinskoamerického původu, bez ohledu na rasu, tvořili 16,5 % populace.